# Platyscopus badius
Platyscopus badius är en insektsart som beskrevs av Evans 1941. Platyscopus badius ingår i släktet Platyscopus och familjen dvärgstritar. Inga underarter finns listade i Catalogue of Life.